# وادي عبد العزيز
بلدية وادي عبد العزيز أو (نقحرة: فايي دي أبدالاخيس) (بالإسبانية: Valle de Abdalajís) هي بلدية تقع في مقاطعة مالقة التابعة لمنطقة أندلوسيا جنوب إسبانيا.

## الديموغرافيا
بلغ عدد سكان بلدية وادي عبد العزيز 2.761 نسمة عام 2011 (وفقاً للمعهد الوطني الإسباني للإحصاء).
| 3.081 | 3.035 | 2.981 | 2.948 | 2.983 | 2.842 | 2.761 |